# El Viaje Misterioso de Nuestro Jomer (The Mysterious Voyage of Homer)
"El Viaje Misterioso de Nuestro Jomer (The Mysterious Voyage of Homer)" eller "The Mysterious Voyage of Our Homer". är avsnitt nio från säsong åtta av Simpsons och sändes i USA på Fox den 5 januari 1997. I avsnittet äter Homer en stark chili från Guatemala vilket får honom att börja hallucinera. Han inser efteråt att Marge inte är hans själsfrände som han trodde och börjar leta upp sin riktiga själsfrände. Avsnittet skrevs av Ken Keeler och regisserades av Jim Reardon. Johnny Cash gästskådespelade som rymdprärievargen.

## Handling
Efter att Marge misslyckats med att se till att Homer inte får reda på att det är dags för den årliga chilifestivalen åker familjen dit. Marge ber Homer att inte bli full som han blev förra året. Homer lovar henne att inte dricka. Homer smakar alla chilisorter han hittar och Clancy Wiggum utmanar honom att äta den hetaste chiligrytan någonsin. Homer antar utmaningen och bränner sig på tungan. Han tänker dricka öl för att svalka tungan men Marge stoppar honom och han får dricka vatten istället. Homer får sen en idé att visa Clancy att han kan äta chilin genom att hälla flytande vax på sin tunga.
Vaxet gör så att Homer kan äta chilin och Clancy blir förvånad och Homer blir hyllad av publiken. Homer börjar snart må dåligt och börjar hallucinera, han blir jagad av en stor fjäril, förstör solen och träffar en stor orm innan han följer en sköldpadda som får honom att klättra uppför en pyramid där han träffar en rymdprärievarg som ber honom leta efter sin själsfrände. Homer berättar att det är Marge, men prärievargen tvekar om det. Homer blir sedan påkörd av ett tåg och vaknar upp i en bunker på en golfbana efter att ha blivit träffad av en golfboll. Han går hem och försöker få Marge att förlåta honom men hon tänker inte göra det. Då berättar han för henne att hon är hans själsfrände, men hon svarar att hon är inte det. Homer går ut och börjar leta upp sin själsfrände men misslyckas. Han går sen till en fyr för att träffa Earl som bor där, men blir missnöjd då Earl visar sig vara en maskin. Homer ser en båt på havet och släcker fyrlampan så att båten åker mot fyren så han kan få en själsfrände. Marge kommer då till fyren efter att hon insett att hon är hans själsfrände. De får fyren att tändas igen och båten försöker undvika en kollision men kolliderar med fyren. Lasten innehåller kortbyxor och stadens invånare börjar ta på sig dem medan Homer och Marge kysser varandra i fyrtornet.

## Produktion
Idén kom under tredje säsongen av George Meyer, som ville göra en parodi på böckerna av Carlos Castaneda. Meyer ville ha en resa som var mystisk men inte innehöll droger så det blev en riktig het chilipeppar istället. Alla utom Matt Groening ogillade idén, eftersom historien var för tokig för serien. Bill Oakley och Josh Weinstein gillade idén och tog med den i säsong åtta.
Flera av scenerna under hallucinationerna ritades av David Silverman själv. Silverman ville inte låta animeringsstudion i Sydkorea rita bilderna, eftersom han ville ha dem korrekta. Prärievargen ritades så den såg ut komma från en annan värld. Under Homers resa visas moln i bakgrunden vilket är en riktig film med moln. Fjärilen ritades digitalt i 3D. Under hallucinationen ändras Ned Flanders röst. Det gjordes i en Macintosh-dator genom att höja och sänka tonhöjden. Fox-censuren gillade inte att Homer äter vax så de bad författarna lägga in att han började skrika så man förstår att det gör ont. De la inte in skrik men Ralph Wiggum tyckte att det Homer gjorde var dumt.
Homer vaknar upp på en golfbana vilket är en referens till vad som hände en av författarnas vänner. Johnny Cash och Bob Dylan var de föreslagna gästskådespelarna att få spela prärievargen. Bob Dylan hade redan medverkat under säsong sju. De frågade Johnny Cash om han ville medverka. Matt Groening anser att Cashs medverkan är en av de bästa de haft i seriens historia.

## Kulturella referenser
Huvudhistorien är en parodi på Carlos Castaneda, och Dansar med vargar. Att fyren är en dator är en referens till The Twilight Zones avsnittet "The Old Man in the Cave". Titellåten från The Good, the Bad and the Ugly används då Homer besöker chilifestivalen. Låten "At Seventeen" av Janis Ian spelas i bakgrunden då Homer går igenom  Springfield för att leta upp sin själsfrände. Scenen då Homer hallucinerar och ett tåg krockar med honom är en referens till Soul Train. Homers LP-samling består av album med Jim Nabors, Glen Campbell och The Doodletown Pipers.

## Mottagande
Avsnittet hamnade på plats 34 över mest sedda program under veckan med en Nielsen ratings på 9,0, vilket gav 8,3 miljoner hushåll. Det var det mest sedda serien på Fox under veckan.
I boken I Can't Believe It's a Bigger and Better Updated Unofficial Simpsons Guide har Warren Martyn och Adrian Wood sagt att Homers chiliresa är lysande, komplett med den surrealistiska sköldpaddan och indiska andliga guiden. Avsnittet placerades på plats åtta över de bästa avsnitten i en lista av AskMen.com. I boken Planet Simpson har Chris Turner namngett avsnittet som en av sina favoritavsnitt. Han anser däremot att avsnittet slutar för sentimentalt. Under 2011 listade Keith Plocek från LA Weeklys Squid Ink-blogg avsnittet som det bästa avsnittet med mattema. IGN placerade Johnny Cash medverkan som den 14:de bästa gästskådespelaren i seriens historia. Cash medverkar också på AOLs lista över de 25 bästa gästskådespelarna och på The Times lista över de 33 roliga gästskådespelarna i seriens historia av  Simon Crerar. Andrew Martin från Prefix Mag namngav Johnny Cash som hans tredje bästa musikgästskådespelare i seriens historia. Fred Topel från Crave Online anser att avsnittet är det bästa i seriens historia.